# Fehértorkú verébsármány
A fehértorkú verébsármány (Zonotrichia albicollis) a madarak osztályának verébalakúak (Passeriformes) rendjébe és a verébsármányfélék (Passerellidae) családjába tartozó faj.

## Rendszerezése
A fajt Philipp Ludwig Statius Müller német zoológus írta le 1776-ban, a Fringilla nembe Fringilla albicollis néven.

## Előfordulása
Kanadában és az Amerikai Egyesült Államok északkeleti részén költ, telelni délebbre vonul, eljut Mexikó, Puerto Rico, Saint-Pierre és Miquelon területére. Kóborlásai során előfordul Arubán, Bonairén, Curaçaón, Dániában, Gibraltáron, Izlandon és az Egyesült Királyságban is. 
Természetes élőhelyei a mérsékelt övi erdők, északi és mérsékelt övi cserjések, valamint vidéki kertek és városi régiók. Vonuló faj.

## Megjelenése
Testhossza 17 centiméter, szárnyfesztávolsága 20-23 centiméter, testtömege 22-32 gramm. A nemek hasonlóak.
|  |

## Életmódja
A talajon keresgéli rovarokból és magvakból álló táplálékát.

## Szaporodása
Talajra, vagy bokor alá készíti fészkét. Fészekalja 3-5 tojásból áll.

## Természetvédelmi helyzete
Az elterjedési területe rendkívül nagy, egyedszáma ugyan csökken, de még nem éri el a kritikus szintet. A Természetvédelmi Világszövetség Vörös listáján nem fenyegetett fajként szerepel.